# Run&Gun
RUN&GUN é grupo J-pop, formado por quatro membros, que lançou diversos singles, álbuns e dvds, além de terem feito diversos shows. O Run&Gun teve início em 2001, com o primeiro single "Lay up", escrito por Daisuke Asakura. Asakura continuou escrevendo singles para a banda até 2002. "LOOP" foi o primeiro single da banda, que não foi escrito por Asakura. Assim eles lançaram mais quatro singles, para o primeiro álbum, "FACE", que foi lançado em 2003.

## Membros
- Ryuji Kamiyama
- Kousuke Yonehara
- Yuya Miyashita
- Akira Nagata

## Discografia

### Lançamento no Japão
- Lay-Up (single)
- Ready Go! (single)
- Twinkle Starlight (single)
- Peace Out　イザ、サラバ。(single)
- LOOP (single)
- Ally-oop (DVD)
- WISHING ON (single)
- shootin' to my eyes (single)
- ﾐ･ﾗ･ｲ (single)
- FACE (álbum)
- BELIEVE (single)
- ブラックジャック (single)
- 果てしない旅の中で・・・ (mini-álbum)
- Re:ing (álbum)

### Lançamento nos Estados Unidos
- Lay Up (2001) - CD-Single
- Peace Out Iza Saraba (2002) - Album
- Face (2003) - Album
- Mi-Ra-I (2003) - CD-Single
- Black Jack (2005) - CD-Single
- Re-Ing (2006) - Album

### DVD, VHS
- Ally-oop (DVD/2002.9.19)
- Memory of voyage (DVD,VHS/2003.8.6)
- Blue Journey - Another Story Of Route58 (VHS/2003.5.2)
- RUN&GUN SUMMER TOUR 03 -BLUE JOURNEY-